# Eudson Lima
Eudson José Leite de Lima (Paraíso do Norte, 6 de novembro de 1985) é um levantador de peso básico brasileiro medalhista mundial. Atualmente é o maior recordista brasileiro masculino open. Formado em Educação Física, reside, trabalha e treina na cidade de Pontal do Paraná no litoral paranaense.

## Estatísticas

### Medalhas de "Total"

#### Competições internacionais
| Temporada | Competições internacionais | Competições internacionais | Competições internacionais | Competições internacionais | Competições internacionais | Competições internacionais | Competições internacionais | Competições internacionais | Competições internacionais | Competições internacionais | Competições internacionais | Competições internacionais | Competições internacionais | Competições internacionais | Competições internacionais | Competições internacionais |  |   |
| Temporada | Campeonatos mundiais       | Campeonatos mundiais       | Campeonatos mundiais       | Campeonatos panamericanos  | Campeonatos panamericanos  | Campeonatos panamericanos  | Campeonatos sulamericanos  | Campeonatos sulamericanos  | Campeonatos sulamericanos  | Outros internacionais      | Outros internacionais      | Outros internacionais      | Total                      | Total                      | Total                      | Total geral                |  |   |
| --------- | -------------------------- | -------------------------- | -------------------------- | -------------------------- | -------------------------- | -------------------------- | -------------------------- | -------------------------- | -------------------------- | -------------------------- | -------------------------- | -------------------------- | -------------------------- | -------------------------- | -------------------------- | -------------------------- |  | - |
| Temporada | 2018                       |                            |                            |                            |                            |                            |                            |                            | 1                          |                            | 1*                         |                            |                            | 1                          | 1                          | Total geral                |  | 2 |
| 2016      |                            |                            |                            |                            |                            |                            | 1                          |                            |                            |                            |                            |                            | 1                          |                            |                            | 1                          |  |   |
| 2015      |                            |                            |                            |                            |                            | 1                          |                            |                            |                            |                            |                            |                            |                            |                            | 1                          | 1                          |  |   |
| 2014      |                            |                            | 1                          |                            |                            |                            | 1                          |                            |                            |                            |                            |                            | 1                          |                            | 1                          | 2                          |  |   |
| 2013      |                            |                            |                            |                            |                            |                            | 1                          |                            |                            |                            |                            |                            | 1                          |                            |                            | 1                          |  |   |
| Total     | 0                          | 0                          | 1                          | 0                          | 0                          | 1                          | 3                          | 1                          | 0                          | 1                          | 0                          | 0                          | 4                          | 1                          | 2                          | 7                          |  |   |

* sul-americano de supino

### Medalhas por "Movimento"

#### Campeonatos mundiais
| Temporada | Campeonatos mundiais | Campeonatos mundiais | Campeonatos mundiais | Campeonatos mundiais | Campeonatos mundiais | Campeonatos mundiais | Campeonatos mundiais | Campeonatos mundiais | Campeonatos mundiais | Campeonatos mundiais | Campeonatos mundiais | Campeonatos mundiais | Campeonatos mundiais |  |   |
| Temporada | Agachamento          | Agachamento          | Agachamento          | Supino               | Supino               | Supino               | Terra                | Terra                | Terra                | Total                | Total                | Total                | Total geral          |  |   |
| --------- | -------------------- | -------------------- | -------------------- | -------------------- | -------------------- | -------------------- | -------------------- | -------------------- | -------------------- | -------------------- | -------------------- | -------------------- | -------------------- |  | - |
| Temporada | 2019                 |                      |                      |                      |                      |                      |                      |                      | 1                    |                      |                      | 1                    | Total geral          |  | 1 |
| 2014      |                      |                      |                      |                      |                      |                      |                      |                      | 1                    |                      |                      | 1                    | 1                    |  |   |
| Total     | 0                    | 0                    | 0                    | 0                    | 0                    | 0                    | 0                    | 1                    | 1                    | 0                    | 1                    | 1                    | 2                    |  |   |

#### Campeonatos pan-americanos
| Temporada | Campeonatos pan-americanos | Campeonatos pan-americanos | Campeonatos pan-americanos | Campeonatos pan-americanos | Campeonatos pan-americanos | Campeonatos pan-americanos | Campeonatos pan-americanos | Campeonatos pan-americanos | Campeonatos pan-americanos | Campeonatos pan-americanos | Campeonatos pan-americanos | Campeonatos pan-americanos | Campeonatos pan-americanos |   |   |
| Temporada | Agachamento                | Agachamento                | Agachamento                | Supino                     | Supino                     | Supino                     | Terra                      | Terra                      | Terra                      | Total                      | Total                      | Total                      | Total geral                |   |   |
| --------- | -------------------------- | -------------------------- | -------------------------- | -------------------------- | -------------------------- | -------------------------- | -------------------------- | -------------------------- | -------------------------- | -------------------------- | -------------------------- | -------------------------- | -------------------------- | - | - |
| Temporada | 2015                       |                            |                            |                            |                            |                            | 1                          |                            | 1                          |                            |                            | 1                          | Total geral                | 1 | 2 |
| Total     | 0                          | 0                          | 0                          | 0                          | 0                          | 1                          | 0                          | 1                          | 0                          | 0                          | 1                          | 1                          | 2                          |   |   |

#### Campeonatos sul-americanos
| Temporada | Campeonatos sul-americanos | Campeonatos sul-americanos | Campeonatos sul-americanos | Campeonatos sul-americanos | Campeonatos sul-americanos | Campeonatos sul-americanos | Campeonatos sul-americanos | Campeonatos sul-americanos | Campeonatos sul-americanos | Campeonatos sul-americanos | Campeonatos sul-americanos | Campeonatos sul-americanos | Campeonatos sul-americanos |  |   |
| Temporada | Agachamento                | Agachamento                | Agachamento                | Supino                     | Supino                     | Supino                     | Terra                      | Terra                      | Terra                      | Total                      | Total                      | Total                      | Total geral                |  |   |
| --------- | -------------------------- | -------------------------- | -------------------------- | -------------------------- | -------------------------- | -------------------------- | -------------------------- | -------------------------- | -------------------------- | -------------------------- | -------------------------- | -------------------------- | -------------------------- |  | - |
| Temporada | 2018                       |                            | 1                          |                            |                            | 1                          |                            | 1                          |                            |                            | 1                          | 2                          | Total geral                |  | 3 |
| 2016      | 1                          |                            |                            | 1                          |                            |                            | 1                          |                            |                            | 3                          |                            |                            | 3                          |  |   |
| 2014      | 1                          |                            |                            | 1                          |                            |                            | 1                          |                            |                            | 3                          |                            |                            | 3                          |  |   |
| 2013      |                            | 1                          |                            |                            | 1                          |                            | 1                          |                            |                            | 1                          | 2                          |                            | 3                          |  |   |
| Total     | 2                          | 2                          | 0                          | 2                          | 2                          | 0                          | 4                          | 0                          | 0                          | 8                          | 4                          | 0                          | 12                         |  |   |

## Conquistas

### Principais resultados em competições

#### Mundiais
- Quadro de resultados em mundiais.

| Ano  | Local  | Competição                                     | Formato  | Peso / Categoria | Marca                    | Medalha |
| ---- | ------ | ---------------------------------------------- | -------- | ---------------- | ------------------------ | ------- |
| 2014 | Aurora | Campeonato Mundial de Powerlifting IPF de 2014 | equipado | -59 kg / open    | 667,5 kg (250+162,5+255) |         |

#### Pan-americanos e Sul-americanos
- Quadro de resultados em pan-americanos e sul-americanos.[8] [9]

| Ano  | Local          | Competição                                            | Formato  | Peso / Categoria | Marca                        | Medalha |
| ---- | -------------- | ----------------------------------------------------- | -------- | ---------------- | ---------------------------- | ------- |
| 2018 | Guayaquil      | Campeonato Sudamericano de Powerlifting Equipped 2018 | equipado | -74 kg / open    | 767,5 kg (285+197,5+285*)    |         |
| 2016 | São Paulo      | Campeonato Sudamericano de Powerlifting Equipped 2016 | equipado | -66 kg / open    | 713 kg (260+175+278*)        |         |
| 2015 | Ribeirão Preto | Campeonato Panamericano Championships Equipped 2015   | equipado | -66 kg / open    | 702,5 kg (262,5+172,5+267,5) |         |
| 2014 | Guayaquil      | Campeonato Sudamericano de Powerlifting Equipped 2014 | equipado | -66 kg / open    | 697,5 kg (265+167,5+265)     |         |
| 2013 | Quito          | Campeonato Sudamericano de Powerlifting Equipped 2013 | equipado | -66 kg / open    | 682,5 kg (260+160+262,5)     |         |

* recorde sul-americano

#### Outras conquistas
- Quadro de resultados em outras conquistas.

| Ano  | Local     | Competição                                           | Formato  | Peso / Categoria | Marca                    | Medalha |
| ---- | --------- | ---------------------------------------------------- | -------- | ---------------- | ------------------------ | ------- |
| 2019 | São Paulo | Arnold Rogue Classic Powerlifting Grande Prix        | raw      | -66 kg / open    | 608 kg (220,5+127,5+260) |         |
| 2019 | São Paulo | Arnold Challenger Powerlifting Equipped              | equipado | -66 kg / open    | 725 kg (270+175+280)     |         |
| 2019 | São Paulo | Arnold King of Bench Equipped                        | equipado | -66 kg / open    | 175 kg                   |         |
| 2018 | Guayaquil | Campeonato Sudamericano de Bench Press Equipped 2018 | equipado | -74 kg / open    | 197,5 kg                 |         |

#### Brasileiros
- Quadro de resultados em brasileiros.

| Ano  | Local            | Competição                                    | Formato  | Peso / Categoria | Marca                     | Medalha |
| ---- | ---------------- | --------------------------------------------- | -------- | ---------------- | ------------------------- | ------- |
| 2022 | São Bento do Sul | Campeonato Brasileiro de Powerlifting de 2022 | raw      | -66 kg / open    | 610 kg (212,5+130+267,5)  |         |
| 2021 | Rio de Janeiro   | Campeonato Brasileiro de Powerlifting de 2021 | equipado | -66 kg / open    | 743 kg (265+185+293*)     |         |
| 2020 | Joinville        | Campeonato Brasileiro de Powerlifting de 2020 | raw      | -66 kg / open    | 619 kg (212,5+130+276,5*) |         |
| 2019 | Santos           | Campeonato Brasileiro de Powerlifting de 2019 | raw      | -66 kg / open    | 618,5 kg (220*+127,5+271) |         |
| 2019 | São Paulo        | Campeonato Brasileiro de Powerlifting de 2019 | equipado | -66 kg / open    | 725 kg (270+175+280*)     |         |
| 2018 | Curitiba         | Campeonato Brasileiro de Powerlifting de 2018 | equipado | -74 kg / open    | 777,5 kg (287,5+190+300*) |         |
| 2017 | Santo André      | Campeonato Brasileiro de Powerlifting de 2017 | equipado | -66 kg / open    | 702,5 kg (262,5+170+270)  |         |
| 2016 | Curitiba         | Campeonato Brasileiro de Powerlifting de 2016 | raw      | -66 kg / open    | 585 kg* (210*+125+250)    |         |
| 2016 | Florianópolis    | Campeonato Brasileiro de Powerlifting de 2016 | equipado | -66 kg / open    | 700 kg (255+170+275*)     |         |
| 2015 | Curitiba         | Campeonato Brasileiro de Powerlifting de 2015 | equipado | -66 kg / open    | 665 kg (240+170+255)      |         |
| 2014 | Itu              | Campeonato Brasileiro de Powerlifting de 2014 | equipado | -66 kg / open    | 708 kg (270+172,5+265,5*) |         |
| 2013 | São Paulo        | Campeonato Brasileiro de Powerlifting de 2013 | equipado | -66 kg / open    | 675 kg (260+150+265)      |         |
| 2010 | São Bento do Sul | Campeonato Brasileiro de Powerlifting de 2010 | equipado | -66 kg / open    | [carece de fontes?]       |         |

* recorde brasileiro 

### Outros resultados em competições

#### Campeão

##### Brasileiros
- Campeonato Brasileiro de Supino : 2014 e 2019.
- Campeonato Brasileiro de Levantamento Terra : 2014, 2015 e 2017.

##### Estaduais
- Campeonato Paranaense de Powerlifting Equipado : 2009, 2010, 2011, 2012, 2017 e 2018.
- Campeonato Paranaense de Powerlifting Raw: 2018. [24]
- Campeonato Paulista de Powerlifting : 2014.[25]
- Campeonato Paranaense de Supino : 2014, 2015 e 2017.
- Campeonato Paranaense de Levantamento Terra : 2014, 2015 e 2017.

##### Regionais
- Copa Teles SC : 2012.

## Marcas pessoais

### Melhores resultados

#### Por movimento - Raw (-66kg)
| Evento             | Marca    | Local     | País   | Data                    | Ref.          |
| ------------------ | -------- | --------- | ------ | ----------------------- | ------------- |
| Agachamento        | 220,5 Kg | São Paulo | Brasil | 12 de abril de 2019     | [ 11 ] [ 16 ] |
| Supino             | 130,0 Kg | Joinville | Brasil | 14 de fevereiro de 2020 | [ 11 ] [ 16 ] |
| Levantamento terra | 276,5 Kg | Joinville | Brasil | 14 de fevereiro de 2020 | [ 11 ] [ 16 ] |

#### Por movimento - Equipado (-59kg)
| Evento             | Marca    | Local  | País           | Data                  | Ref.  |
| ------------------ | -------- | ------ | -------------- | --------------------- | ----- |
| Agachamento        | 250,0 Kg | Aurora | Estados Unidos | 3 de novembro de 2014 | [ 7 ] |
| Supino             | 162,5 Kg | Aurora | Estados Unidos | 3 de novembro de 2014 | [ 7 ] |
| Levantamento terra | 255,0 Kg | Aurora | Estados Unidos | 3 de novembro de 2014 | [ 7 ] |

#### Por movimento - Equipado (-66kg)
| Evento             | Marca    | Local          | País   | Data                  | Ref.          |
| ------------------ | -------- | -------------- | ------ | --------------------- | ------------- |
| Agachamento        | 277,5 Kg | Halmstad       | Suécia | 5 de novembro de 2018 | [ 26 ] [ 15 ] |
| Supino             | 185,0 Kg | Halmstad       | Suécia | 5 de novembro de 2018 | [ 26 ] [ 15 ] |
| Levantamento terra | 293,0 Kg | Rio de Janeiro | Brasil | 12 de outubro de 2021 | [ 26 ] [ 15 ] |

#### Por movimento - Equipado (-74kg)
| Evento             | Marca    | Local     | País    | Data                   | Ref.   |
| ------------------ | -------- | --------- | ------- | ---------------------- | ------ |
| Agachamento        | 287,5 Kg | Curitiba  | Brasil  | 4 de novembro de 2018  | [ 19 ] |
| Supino             | 197,5 Kg | Guayaquil | Equador | 14 de novembro de 2016 | [ 19 ] |
| Levantamento terra | 300,0 Kg | Curitiba  | Brasil  | 21 de abril de 2018    | [ 19 ] |

#### Total
| Formato           | Marca    | Local     | País           | Data                    | Ref.                       |
| ----------------- | -------- | --------- | -------------- | ----------------------- | -------------------------- |
| Raw (-66 kg)      | 619,0 Kg | Joinville | Brasil         | 14 de fevereiro de 2020 | [ 16 ] [ 7 ] [ 27 ] [ 19 ] |
| Equipado (-59 kg) | 667,5 Kg | Aurora    | Estados Unidos | 5 de novembro de 2014   | [ 16 ] [ 7 ] [ 27 ] [ 19 ] |
| Equipado (-66 kg) | 755,0 Kg | Dubai     |                | 21 de novembro de 2019  | [ 16 ] [ 7 ] [ 27 ] [ 19 ] |
| Equipado (-74 kg) | 777,5 Kg | Curitiba  | Brasil         | 21 de abril de 2018     | [ 16 ] [ 7 ] [ 27 ] [ 19 ] |

#### Wilks
| Formato  | Marca       | Local    | País   | Data                  | Ref.   |
| -------- | ----------- | -------- | ------ | --------------------- | ------ |
| Equipado | 591,97 Pts. | Halmstad | Suécia | 5 de novembro de 2018 | [ 26 ] |